# Xiang Yanmei
Xiang Yanmei (chiń. 向艷梅; ur. 13 czerwca 1992 w Baojing) – chińska sztangistka, mistrzyni olimpijska i trzykrotna medalistka mistrzostw świata.
Na igrzyskach olimpijskich w Rio de Janeiro w 2016 roku wywalczyła złoty medal w wadze lekkociężkiej. W zawodach tych wyprzedziła Żazirę Żapparkuł z Kazachstanu i Sara Ahmed z Egiptu. Był to jej jedyny start olimpijski. 
W tej samej kategorii wagowej zdobyła też złote medale na mistrzostwach świata we Wrocławiu w 2013 roku i mistrzostwach świata w Houston dwa lata później oraz srebrny podczas mistrzostw świata w Paryżu w 2011 roku.

## Osiągnięcia
| Rok  | Zawody             | Miasto  | Miejsce | Kategoria | Wynik  |
| ---- | ------------------ | ------- | ------- | --------- | ------ |
| 2011 | Mistrzostwa świata | Paryż   | 2       | 69 kg     | 264 kg |
| 2013 | Mistrzostwa świata | Wrocław | 1       | 69 kg     | 271 kg |